# Erax grootaerti
Erax grootaerti är en tvåvingeart som beskrevs av Tomasovic 2002. Erax grootaerti ingår i släktet Erax och familjen rovflugor.
Artens utbredningsområde är Iran. Inga underarter finns listade i Catalogue of Life.